# Werner Ilberg
Werner Ilberg (geboren am 20. Juli 1896 in Wolfenbüttel; gestorben am 30. Dezember 1978 in Ost-Berlin) war ein deutscher Schriftsteller.

## Leben
Ilberg war der Sohn jüdischer Eltern. Er besuchte die Höhere Schule und machte eine Lehre als Textilkaufmann, kämpfte dann im Ersten Weltkrieg und war danach Teilhaber im Textilgeschäft seines Vaters, das jedoch in der Inflation bankrottging.
1925 trat er der SPD bei, wurde jedoch bald als Kommunist aus der Partei ausgeschlossen.
Ab 1932 arbeitete er als Kritiker für die kommunistische Presse in Berlin und wurde Mitglied des Bundes proletarisch-revolutionärer Schriftsteller.
Nach der Machtergreifung der Nationalsozialisten arbeitete er in illegalen Schriftstellergruppen mit.
Nachdem er zweimal inhaftiert worden war, emigrierte er 1933 in die Tschechoslowakei und 1939 weiter nach England, wo er Beiträge für die antifaschistischen Zeitschriften Das Wort in Moskau und Freie deutsche Kultur in London lieferte. In der Emigration wurde er Mitglied der KPD.
1947 kehrte er nach Deutschland zurück und ließ sich zunächst wieder in seiner Heimatstadt Wolfenbüttel nieder. 1949 wurde er wegen des Verteilens des Romans Die Fahne der Witwe Grasbach unter Freunden von einem britischen Militärgericht verurteilt. Der Roman gilt als sein bedeutendstes Werk. Er entstand bereits 1935, erschien aber erst 1948 im Ostberliner Verlag Neues Leben. Er ist mit autobiografischen Zügen ausgestattet und beschreibt aus der Sicht Ilbergs den Kampf der KPD gegen die aufziehende faschistische Gefahr und das Versagen der SPD im Jahr 1930, wobei Ilberg Fragen des Zionismus einbezieht, dem er in frühen Jahren anhing. Für diesen Roman erhielt Ilberg 1935 den zweiten Preis der Schweizer Büchergilde, die nach der Gleichschaltung der Büchergilde Gutenberg 1933 in der Schweiz unabhängig neu gegründet worden war. Der Roman wurde in der DDR in der Folgezeit von weiteren Verlag veröffentlicht.
1956 übersiedelte Ilberg in die DDR und lebte dort als freier Schriftsteller in Berlin. Von 1971 bis 1974 war er Generalsekretär des PEN-Zentrums der DDR. 1971 wurde er mit dem Vaterländischen Verdienstorden in Bronze geehrt.
Auch in seinen 1948 im Sammelband Rastlose Jahre im Verlag Neues Leben veröffentlichten Erzählungen und weiteren Arbeiten schildert Ilberg Episoden aus dem Widerstand gegen das Nazi-Regime.

## Weitere Werke
- Traum und Tat. Romain Rolland in seinem Verhältnis zu Deutschland und zur Sowjetunion. Halle 1950.
- Romain Rolland. Essay. Berlin (DDR) 1951.
- Unser Heine. Essay. Berlin (DDR) 1952.
- Die Befreiung aus dem Zuchthaus. Erzählung. Berlin (DDR) 1955.
- Der schwere Weg. Leben und Werk Romain Rollands. Essay. Schwerin 1955.
- Bernhard Kellermann in seinen Werken. Biografie. Schwerin 1959.
- Hans Marchwitza. Bildbiografie. Leipzig 1971.